# 阿尔居德苏
阿尔居德苏（法語：Argut-Dessous，法語發音：[aʁɡy dəsu]）是法国上加龙省的一个市镇，属于圣戈当斯区。该市镇总面积2.7平方公里，2009年时的人口为30人。

## 人口
阿尔居德苏人口变化图示